# Route 181, fragments d'un voyage en Palestine-Israël
Pour les articles homonymes, voir Route 181.
Pour plus de détails, voir Fiche technique et Distribution.
Route 181, fragments d'un voyage en Palestine-Israël est un documentaire français d'Eyal Sivan et Michel Khleifi, sorti en 2003.
Le film, dont les auteurs sont un Israélien et un Palestinien, se déroule le long du tracé théorique des frontières entre Palestine et Israël telles que les prévoyait la Résolution 181 de l'ONU du 29 novembre 1947. Le film entend conjurer « l'idée que la seule chose que puissent faire ensemble les Israéliens et les Palestiniens, c'est la guerre, la guerre jusqu'à ce que l'autre disparaisse » n'a pas atteint son but selon Libération, où l'on juge que « L'écœurement domine face à un tel déballage de haine et de mépris de part et d'autre ». La Croix estime qu'il s'agit bien d' "un travail sensible, riche et, quoi qu'on en dise, davantage porteur de paix que de discorde" et la description du Festival des 3 continents parle d’une "une tentative de remettre de la compréhension là où il n’y en a plus". La durée du film est de 270 minutes, soit quatre heures trente.

## Fiche technique
- Titre : Route 181, fragments d'un voyage en Palestine-Israël
- Réalisation : Michel Khleifi et Eyal Sivan
- Scénario : Michel Khleifi et Eyal Sivan
- Photographie : Philippe Bellaiche
- Montage : Michel Khleifi et Eyal Sivan
- Production : Michel Khleifi et Eyal Sivan
- Société de production : Momento !, Sindibad Films, Sourat Films et mec Film
- Pays :  Belgique,  France,  Allemagne et  Royaume-Uni
- Genre : documentaire
- Durée : 270 minutes
- Dates de sortie : 
  - France : 24 novembre 2003 (télévision)

## Polémique
Route 181, Fragments d'un Voyage en Palestine-Israël, programmé en mars 2004 lors du festival Cinéma du réel au Centre Pompidou, a été partiellement déprogrammé pour cause de « risques de troubles à l'ordre public » à la suite de la diffusion d'une lettre collective signée par une dizaine de personnalités, dont Bernard-Henri Lévy, Élisabeth de Fontenay, Philippe Sollers, Noémie Lvovsky, Arnaud Desplechin, Brigitte Jaques, Liliane Kandel,  Éric Marty et Eric Rochant, qui reprochaient notamment au film de plagier des scènes du film Shoah, par Claude Lanzmann. Le festival a à l'époque affirmé avoir déprogrammé la seconde séance du film, prévue en clôture du festival, à la demande du Ministère de la culture, qui de son côté a nié toute intervention. Cette citation, qui semble créer un parallèle douteux a par exemple été pointé du doigt par Dominique Vidal pour Le Monde diplomatique : « Pour beaucoup de spectateurs, le terrible massacre commis lors de l’expulsion de Lod, en juillet 1948, par Itzhak Rabin et Igal Allon sera une triste découverte. Dommage que son récit parodie la scène de Shoah dans laquelle un coiffeur raconte comment il devait couper les cheveux des femmes à l’intérieur des chambres à gaz. Pour ne rien dire du plan qui suit : des voies de chemin de fer... ». Les auteurs ont répondu que le coiffeur était un personnage central de la culture orientale et que, comme toutes les personnes apparaissant dans le documentaire, il avait été rencontré par hasard.
Une contre-pétition a été diffusée, opposée à « une censure qui ne dit pas son nom ». Elle était signée par la Société des réalisateurs français, le Mrap, l'Association des documentaristes, Jean-Luc Godard, François Maspéro, Jack Ralite, Étienne Balibar, Russell Banks, Tzvetan Todorov, Dominique Noguez, Chantal Ackerman, Kenizé Mourad, Hubert Nyssen, Esther Benbassa et des centaines de personnes ou organismes. Dans un entretien avec le quotidien Le Monde, Éric Rochant estimait que sa signature avait été utilisée contre son but : « Toute idée de censure me révulse, c’est épidermique. Que l’on puisse interdire une seule projection de Route 181 est indigne. C’est ma liberté, de réalisateur et de spectateur, qui est atteinte. Pour cette signature, je fus utilisé. Oui, j’ai adhéré à ce texte qui exprimait sa réticence vis-à-vis de ce film, mais son interdiction est le but inverse recherché. A savoir, rendre Route 181 au cinéma, plutôt que d’en priver le public. ».